# Кесаревско македонско благотворително братство
Кесаревското македонско благотворително културно-просветно братство „Дамян Груев“ е организация на бежанците от областта Македония, установили се в търновското село Кесарево.

## История
На 6 юни 1926 година е образувано новото братство. В неговото ръководство влизат Георги Попвениаминов (председател), Алекси Настов (подпредседател), Павел Дамянов (секретар), Илия Ефремов (касиер), а съветници са Андрей Жежов и Георги Димитров.